# Масальский, Владимир Николаевич
Князь Влади́мир Никола́евич Маса́льский (31 октября 1860 — 10 апреля 1940, Париж, Франция) — русский генерал, герой Первой мировой войны.

## Биография
Православный. Из старинного княжеского рода. Сын генерала Н. Ф. Масальского.
Окончил Пажеский корпус (1880), выпущен подпоручиком с прикомандированием к гвардейской Конно-артиллерийской бригаде. В 1881 году был переведен в гвардию с чином прапорщика.
Чины: подпоручик (1884), поручик (1886), штабс-капитан (1893), капитан (1895), полковник (1897), генерал-майор (за отличие, 1905), генерал-майор Свиты (1906), генерал-лейтенант (1909).
Командовал 5-й (1897—1898) и 1-й Его Величества (1898—1901) батареями Лейб-гвардии конно-артиллерийской бригады. В 1901—1902 годах состоял в распоряжение ГАУ. Затем командовал 1-м дивизионом Лейб-гвардии конно-артиллерийской бригады (1902—1904), 73-й артиллерийской бригадой (1904) и Лейб-гвардии конно-артиллерийской бригадой (1904—1909).
Был начальником Гренадерского (1909—1910) и 1-го армейского (1910—1913) корпусов. В 1913 году вышел в отставку с производством в генералы от артиллерии.
С началом Первой мировой войны был определён из отставки с назначением и.д. инспектора артиллерии 1-го армейского корпуса. Участвовал в походе в Восточную Пруссию и боях в Польше. В апреле 1916 был переведен и.д. инспектора артиллерии 7-й армии. Был награждён орденом Святого Георгия 4-й степени.
22 апреля 1917 был назначен инспектором артиллерии Румынского фронта, 24 марта 1918 — уволен в запас. В 1919 году выехал на Север России, где участвовал в Белом движении. С 18 ноября 1919 по 20 апреля 1920 был начальником артиллерии Мурманского фронта.
Весной 1920 эмигрировал. Жил во Франции, состоял председателем Общества взаимопомощи офицеров лейб-гвардии Конной артиллерии в Париже.

Скончался в 1940 году в Париже.

## Награды
- Орден Святого Станислава 2-й ст. (1896);
- Орден Святой Анны 2-й ст. (1899);
- Орден Святого Владимира 4-й ст. (1903);
- Орден Святого Владимира 3-й ст. с мечами (1915);
- Орден Святой Анны 1-й ст. с мечами (1915);
- Орден Святого Георгия 4-й ст. (ВП 09.12.1916).